# Банда Айрата Гимранова
Банда Айрата Гимранова —  организованная преступная группировка, действовавшая с начала 1990-х годов по 1999 год в Санкт-Петербурге.

## Создание банды
Главарь банды Айрат Кавыевич Гимранов родился в 1961 году в Башкирии. Окончил с отличием Рязанское высшее военное училище десантных войск. Прошёл специальный курс «Глубинная разведка». В 1982—1984 годах командовал взводом во время боевых действий в Афганистане. Он был кавалером ордена Красной Звезды и мастером спорта по офицерскому многоборью. В 1985 году поступил работать в Ленинградское высшее военное училище физической культуры в группу подготовки тренеров высшей квалификации. Через три года Гимранов был отчислен за нарушение дисциплины.
В начале 1990-х годов Гимранов создал банду. В неё вошли Сергей Денисов, Валерий Шморгун, Сергей Колесин, Эдуард Авзалутдинов, Станислав Адамян. Позже в банду вступили и другие люди. Группировка состояла в основном из бывших военных — снайперов и специалистов по взрывному делу, прошедших «горячие точки», а также уголовников. Ближайшим помощником главаря банды был Сергей Денисов. Гимранов обучал своих подчинённых работе со взрывчаткой, а также регулярно устраивал для них стрельбы. Эти тренировки бандиты проводили на полигоне Псковской воздушно-десантной дивизии. Также в банде проводились занятия по актёрскому мастерству. Гимранов сам обучал бандитов искусству маскировки и изменения внешности. Впоследствии занимавшийся раскрытием преступления банды следователь охарактеризовал Гимранова как человека крайней жестокости, который не остановится ни перед чем.

## Преступная деятельность

### Начало деятельности
Изначально участники банды занимались совершением краж. Также они совершали преступления по заказу знакомого Гимранова — бывшего чиновника Юрия Шутова. Бандиты совершали преступления (в том числе несколько похищений людей) в отношении тех, кто в той или иной степени мешал Шутову. После ряда таких преступлений Шутов выражал соболезнования их жертвам. В одном из эпизодов бандиты приехали ночью к человеку, которого хотели запугать, зашли к нему в дом и поднялись на чердак, взяв с собой чугунные радиаторы, которые сбросили на автомобиль хозяина дома. После совершения таких преступлений  Гимранов приезжал за получением денег от Шутова либо в его дом, либо в гостиницу «Ленинград», где у бывшего чиновника был свой офис.
Так, однажды Шутов попросил финансовой помощи у своего знакомого, занимавшего высокую должность в Москве. Однако тот ему отказал. Через два дня сын чиновника, проживавший в Ленинграде, был похищен и избит, а его автомобиль угнан. После этого бандиты стали звонить чиновнику по телефону и угрожать его семье. Отец и сын вспомнили про Шутова, который вращался в околокриминальных кругах, и обратились к нему за помощью. Через четыре дня Шутов сообщил им, что виновные найдены и наказаны. Шутов привёз сына чиновника на одну из автостоянок. Там, в одном из больших железных контейнеров был привязан к потолку якобы пойманный и избитый преступник (на самом деле это был участник банды Сергей Колесин). Вскоре Шутов вновь позвонил потерпевшему и назвал ему место, где тот может забрать свой автомобиль. Позже Шутов вновь позвонил автовладельцу и сказал, что его люди хотели бы получить вознаграждение. Сын чиновника, понимая, какими методами действует Шутов, был вынужден предложить ему тот самый автомобиль, который был переписан на одного из участников банды.
В 1991 году Юрий Шутов владел кооперативом «ЮВМ». Кооператив размещался в арендованной Шутовым части помещений производственно-заготовительной базы. Директором этой базы был Евгений Костенич. Позже между ним и Шутовым возник конфликт из-за того, что директор уличил кооператора в махинациях на базе и потребовал это прекратить. Позже Костенич сказал Шутову, что подаст на него в суд. В конце 1991 года участники банды стали по телефону угрожать Костеничу, требуя, чтобы директор уволился со своей должности. Один из них угрожал директору, придя к нему домой. Через несколько дней после этого Костенич был избит на улице несколькими бандитами. После этого Костенич пришёл к Шутову и потребовал, чтобы тот прекратил давление на него. Через несколько дней преступники сожгли дачу директора и его автомобиль. Также бандиты угрожали его семье.

### Первый судебный процесс
Позже на территории базы её работниками были задержаны бандиты Тимофеев и Шенеман, у которых в рукавах были спрятаны металлические прутья. На допросах они показали, что слежку за Костеничем и преступления против него им поручил Гимранов. Спустя несколько дней главарь банды был задержан. Позже были задержаны Колесин, Адамян, Шморгун и Авзалутдинов. На допросах Гимранов и остальные бандиты давали показания. При обыске в квартире Гимранова сотрудниками милиции были найдены оружие, патроны и взрывчатые вещества. Также оружие и патроны были обнаружены в гараже, принадлежавшем Шутову. Бандиты были обвинены в попытке силового захвата базы.
После консультаций с нанятыми Шутовым адвокатами все обвиняемые в корне изменили свои прежние показания. А Шутов при ознакомлении с материалами уголовного дела смог вырвать и уничтожить листы с самыми значимыми показаниями некоторых фигурантов. Позже Шутов был отпущен под подписку о невыезде. В начале 1996 года все материалы дела были переданы в суд. В феврале все подсудимые бандиты во главе с Гимрановым были приговорены к очень незначительным срокам заключения. Шутов был полностью оправдан. Все подсудимые были освобождены в зале суда.

### Структура банды
Основным видом преступной деятельности банды было исполнение заказных убийств. По некоторым данным, Шутов находил
заказчиков, давал распоряжения относительно способа убийства или
выбивания долга. Также существуют данные, что он лично принимал участие в ряде эпизодов, связанных с вымогательством и похищением людей. В начале 1990-х годов Шутов сотрудничал с журналистом и режиссёром Александром Невзоровым. По словам самого Невзорова, он привёз в Петербург бывших сотрудников рижского ОМОНа, а Шутов переманил их в банду Гимранова. В банде существовала строгая иерархия, безукоризненное подчинение лидерам и строжайшая конспирация. Малейшая оплошность каралась смертью — так, участник банды Владимир Фёдоров был убит с особой жестокостью, перед смертью убийцы его пытали. По одной версии, он поплатился жизнью за излишнюю разговорчивость, по другой — за то, что хотел занять лидирующие позиции в группировке. После убийства своего бывшего товарища бандиты похитили его имущество. Некоторое из своего оружия бандиты хранили в тайниках, оснащённых минами-ловушками. Каждая преступная операция тщательно готовилась — прорабатывались возможные варианты поворота событий, изучался образ жизни намеченной жертвы, привычки и распорядок дня. Бандиты совершали убийства только в масках.
Участники банды общались между собой по пейджерам, так как этот способ связи казался им безопасным. Посылать сообщения на пейджер Шутова могли только Гимранов, Сергей Денисов и ещё один бандит. Участники банды несколько раз в год меняли клички, пароли и позывные, общались друг с другом, лишь используя секретный специально разработанный шифр, используя зашифрованные сообщения и условные фразы. Так, совершённое бандитами убийство обозначалось фразой «цирк состоялся». Также в целях конспирации бандиты отправляли свои сообщения под разными именами. Местами встреч бандитов были: гаражные боксы, кафе «Оазис» на Мурманском шоссе и кафе «Синий як» возле гостиницы «Ленинград», которая теперь носит название «Санкт-Петербург» и в которой по-прежнему находился офис Шутова.

### Убийство Михаила Маневича
С 1996 года Шутов занимал должность руководителя Рабочей группы по Санкт-Петербургу и Ленинградской области, созданной при Госдуме по инициативе КПРФ и ЛДПР временной Комиссии по анализу итогов приватизации 1992—1996 годов и ответственности должностных лиц за их отрицательные результаты. Существует версия, что эта комиссия была, при помощи фальсификаций, создана Шутовым для собственного обогащения. Шутов пользовался этой должностью для получения информации о предприятиях, которые он мог бы захватить. Шутов получал доступ к учредительным документам предприятий и мог шантажировать их владельцев. Причём он стремился завладевать предприятиями не только для себя — иногда он это делал по заказу. Существуют данные, что те, кто мешал Шутову или его заказчикам завладевать предприятиями, становились потенциальными жертвами банды Гимранова. По некоторым данным, Шутов внедрял своих людей под видом оказания охранных услуг в фирмы, которые затем умышленно приводил к банкротству и перекупал.
18 августа 1997 года был убит вице-губернатор Санкт-Петербурга Михаил Маневич. Убийство произошло в то время, когда Маневич ехал на служебном автомобиле вместе со своей женой. Снайпер стрелял из слухового окна чердака дома на противоположной стороне проспекта. Михаил Маневич был ранен пятью пулями в шею и грудь, и скончался по дороге в больницу, его жена получила лёгкое касательное ранение. Убийца скрылся, оставив автомат Калашникова югославского производства с оптическим прицелом, пробежал по крыше, спустился вниз уже в здании на Литейном проспекте, прошёл через несколько дворов и сел в ожидавший его автомобиль. Позже экспертами было установлено, что преступник передвигался в галошах, а руки у него были смазаны кремом (его следы остались на затворе автомата), благодаря чему киллер не оставил на автомате отпечатков пальцев и лучше чувствовал рукой курок.
Агент милиции под прикрытием сообщил о возможной причастности к убийству вице-губернатора банды Гимранова. К тому времени лидер банды уже разыскивался прокуратурой Всеволожска Ленинградской области по подозрению в вымогательстве и разбое. Руководство ГУВД приняло решение найти Гимранова и установить за ним наблюдение. Кроме того, выяснилось, что незадолго до смерти Маневич подготовил пакет документов для передачи депутату Государственной Думы Галине Старовойтовой, (также убитой в ноябре 1998 года), которая была заинтересована деятельностью комиссии, возглавляемой Шутовым. В этих документах, помимо всего, шла речь о незаконной деятельности этой комиссии.
По другой версии, к убийству были причастны киллеры банды Сергея Зарипова, которая также предположительно находилась под контролем Юрия Шутова. Согласно третьей версии, убийство Маневича совершили киллеры, входившие в банду братьев Челышевых. Убийство Михаила Маневича официально так и осталось нераскрытым.

### Другие убийства
Бандиты подготовили убийство заведующего юридической консультацией № 30 Санкт-Петербургской городской коллегии адвокатов Игоря Дубовика. Незадолго до этого он стал конкурсным управляющим гостиницы, которой стремился завладеть Шутов. Какое-то время участники банды следили за ним. 27 февраля 1998 года Дубовик был убит. Киллер выстрелил в него восемь раз из пистолета в тот момент, когда тот на автомобиле въезжал в арку своего дома. Через несколько минут после убийства Денисов отправил на пейджер Шутова сообщение «цирк состоялся». Занимавшиеся разработкой банды Гимранова оперативные работники проанализировали записи наружного наблюдения за подчинёнными Гимранова и выяснили, что в последнее время те неоднократно бывали напротив дома Дубовика.
Через какое-то время Гимранов был задержан по обвинению в вымогательстве и разбое. Через две недели Гимранов был освобождён, по некоторым данным, благодаря помощи Шутова. После этого операция против банды Гимранова получила статус секретной, а круг посвящённых в её детали сотрудников был резко ограничен. Продолжая вести наблюдение за бандитами, милиционеры выяснили места их встреч.
В мае 1998 года бандиты убили коммерсанта Дмитрия Тимохина, занимавшегося торговлей алкогольной продукцией. Заказчиком убийства был бизнес-партнёр Тимохина Александр Алексеев, также занимавшийся продажей алкоголя. В июне 1998 года киллерами банды был убит председатель совета директоров АО «НИАИ Источник» Николай Болотовский. Позже несколько групп бандитов вели наблюдение за несколькими адресами. Иногда эти группы снимали наблюдение, а потом появлялись снова. В июле 1998 года киллеры группировки совершили убийство жителя Санкт-Петербурга Александра Здобина. В августе бандиты подготовили убийства бизнесменов Геннадия Устименко и Олега Снегирёва, но исполнить эти преступления не смогли. В сентябре 1998 года бандиты убили Александра Алексеева, ранее заказавшего им убийство Тимохина. В том же месяце они совершили покушение на предпринимателя Владимира Тихонова и его водителя Александра Белова.
Участники группировки вели наблюдение за заместителем начальника комитета по потребительскому рынку Санкт-Петербурга Евгением Агарёвым. В сентябре 1998 года он вышел утром из квартиры и, увидев, что лифт не работает, решил спуститься по лестнице. Особенность конструкции его дома заключалась в том, что на лестницу можно было выйти только через лоджию, выход на которую оказался завален покрышками. Среди этих покрышек киллеры заложили взрывное устройство. Когда Агарёв пытался открыть дверь, бандиты привели взрывное устройство в действие, и Агарёв был убит.
Участники банды готовили убийство бывшего главы налоговой инспекции Петербурга, влиятельного общественного деятеля города Дмитрия Филиппова. Он был председателем совета банкиров и промышленников при губернаторе Санкт-Петербурга и возглавлял советы директоров банка «Менатеп — Санкт-Петербург» и Тобольского нефтехимического комбината, а также входил в совет директоров Кировского завода. Бандиты Рогожников и Лагуткин на мотоцикле отслеживали маршруты и режим Филиппова, причём Рогожников управлял мотоциклом, а Лагуткин сидел рядом и был в парике. В октябре 1998 года Филиппов поздно вечером вошёл в подъезд своего дома и был смертельно ранен взрывом радиоуправляемой мины. Через несколько дней он умер, не приходя в сознание.  После этого преступления Рогожников позвонил Додонову и, нарушая конспирацию, спросил, где причитающаяся ему за Филиппова сумма. Прослушка этого разговора позволила оперативным работникам окончательно убедиться в том, что банда Гимранова занимается исполнением заказных убийств.
В том же году банда получила заказ на убийство Александра Невзорова, который к тому времени был депутатом Государственной думы. По словам самого Невзорова, ему об этом было известно, и Шутов принял заказ на его убийство «на хороших условиях». Кроме того, в том же году банда готовила покушение на тогдашнего президента Петербургской топливной компании Андрея Степанова.
В один из дней почти все участники банды собрались в кафе «Оазис», чтобы отметить освобождение из заключения одного из них. В этот день в кафе приехал наряд СОБРа под видом рейда, не имеющего отношение к банде Гимранова. Участники банды были бегло допрошены, что позволило оперативникам получить личные данные бандитов и их качественные внешние изображения.
Во второй половине декабря Гимранов планировал совершить убийство другого депутата Государственной Думы — Вячеслава Шевченко, который владел крупным пакетом акций петербургского НПО «Источник». После этого главарь банды собирался ликвидировать исполнителей убийства. 19 января ночью бандиты погрузили в автомобиль мешок с боеприпасами и миной и поехали в лес в район Мурманского шоссе. Потом преступники уехали в район посёлка Сярьги, где при свете фонарей начали вскрывать асфальт на дороге, ведущей к даче Шевченко. При виде света фар автомобилей бандиты гасили фонари и уходили вглубь леса. Сделав в дороге углубление, бандиты накрыли его кусками асфальта, подготовив таким образом яму для закладки взрывного устройства с дистанционным управлением. Также преступники недалеко в лесу зарыли в землю мешок с боеприпасами и миной.
К концу деятельности группировки Гимранов и Денисов планировали устранить других участников банды.

## Аресты, следствие и суд
В феврале 1999 года были задержаны 17 участников банды. По местам их жительства были проведены обыски, у некоторых было обнаружено оружие. При обыске в гаражных боксах были обнаружены две бочки, в которых находилось 64 килограмма тротила. Всего у бандитов были обнаружены десятки единиц огнестрельного оружия (автоматы, пистолеты, снайперские винтовки, помповые ружья), а также боеприпасы и всевозможные детонаторы и минные взрыватели. 16 февраля 1999 года работниками милиции был задержан Юрий Шутов, который к тому времени был избран депутататом Законодательного собрания Санкт-Петербурга второго созыва.
Первоначально преступникам было предъявлено обвинение в совершении более 15 тяжких и особо тяжких преступлений, в том числе ряд заказных убийств. Однако обвинению так и не удалось доказать причастность подсудимых к убийствам Евгения Агарёва и Николая Болотовского. Кроме того, из обвинения были исключены эпизоды о покушениях  на депутата Госдумы Александра Невзорова и Андрея Степанова. В итоге в суде преступники были обвинены в 22 эпизодах преступной деятельности.
Следствие по делу Юрия Шутова и банды Гимранова длилось два года. Судебный процесс над бандой начался в сентябре 2001 года. Уголовное дело подсудимых состояло из 65 томов. Адвокаты подсудимых пытались затянуть процесс, а Гимранов однажды сказал, что он не понимает русский язык и потребовал перевести ему на татарский все тома уголовного дела. К этому делу прилагалось около сотни аудио и видеокассет. В новогоднюю ночь 2006 года один из подсудимых — Виктор Соловцов — умер в следственном изоляторе «Кресты». Однако суд из-за бюрократических проволочек не получил документального подтверждения смерти этого обвиняемого, и позже на суде он был приговорён к 8 годам строгого режима посмертно.
15-17 февраля 2006 года четырнадцати подсудимым был вынесен приговор (причём на это время в городском суде  отменили все заседания, поскольку силы городского отделения службы судебных приставов были стянуты в следственный изолятор «Кресты», где проходил процесс). Они были признаны виновными в создании банды, пяти убийствах, двух покушениях на убийство, а также похищениях, ограблениях, разбойных нападениях, вымогательствах и кражах. Сергей Рогожников, который активно сотрудничал со следствием, был приговорён к 10 годам заключения в колонии строгого режима, Алексей Додонов — к 18 годам. Евгений Николаев, Александр Лагуткин, Айрат Гимранов, Сергей Денисов, а также Юрий Шутов были приговорены к пожизненному лишению свободы (это был первый из двух случаев за всю историю российского судопроизводства, когда сразу пятеро подсудимых были приговорены к пожизненному заключению; вторым случаем был приговор по делу банды Льва Молоткова). Приговором Гимранов был лишён ордена Красной Звезды, заслуженного им во время войны в Афганистане, а Лагуткин — двух медалей «За отвагу», полученных в Чечне. Остальные подсудимые были приговорены к срокам заключения от 8 до 9 лет строгого режима. Александр Голубев, который снабжал банду оружием, получил 7 лет в колонии общего режима. Позже один из районных судов Петербурга приговорил его к трём с половиной годам лишения свободы за другие преступления.
Адвокаты Шутова, Гимранова, Николаева, Лагуткина, Додонова и Денисова подали кассационную жалобу в Верховный суд РФ. Однако, 21 ноября Верховный суд отклонил жалобы Шутова и пяти участников банды и оставил приговор без изменения. После этого адвокаты осуждённых выразили намерения обжаловать решение коллегии Верховного суда в президиуме, а затем в Страсбургском суде.